# Olympische Sommerspiele 1900/Teilnehmer (Luxemburg)
| Gelbes Symbol für Goldmedaillen mit stilisierten Olympischen Ringen | Graues Symbol für Silbermedaillen mit stilisierten Olympischen Ringen | Braundes Symbol für Bronzemedaillen mit stilisierten Olympischen Ringen |
| ------------------------------------------------------------------- | --------------------------------------------------------------------- | ----------------------------------------------------------------------- |
| —                                                                   | —                                                                     | —                                                                       |

Luxemburg nahm an den Olympischen Sommerspielen 1900 in Paris mit einem Sportler teil. Es war die erste Teilnahme Luxemburgs an Olympischen Spielen. Doch die Teilnahme von Michel Théato als Luxemburger ist umstritten. Bis ins späte 20. Jahrhundert dachte man, er sei Franzose gewesen, bis man herausfand, dass er aus Luxemburg kam, was ihn zum eigentlich ersten Medaillengewinner aus Luxemburg machte.
Das IOK listet seine Silbermedaille im Marathon noch immer für Frankreich.

## Teilnehmer nach Sportart

### Leichtathletik
| Disziplin | Platz | Name          | Finale    |
| --------- | ----- | ------------- | --------- |
| Marathon  | 1     | Michel Théato | 2:59:45 h |